# Półspalanie
Półspalanie – proces spalania węgla lub związków organicznych w warunkach niedoboru tlenu, z wytworzeniem wody i tlenku węgla (II) lub węgla.
Przykładowa reakcja półspalania metanu:
2CH4 + 3O2 → 2CO + 4H2O
lub
2CH4  + 2O2 → 2C + 4H2O